# Municipio Viacha
Das Municipio Viacha liegt im Departamento La Paz im südamerikanischen Anden-Staat Bolivien.

## Lage im Nahraum
Das Municipio Viacha ist eines von sieben Municipios der Provinz Ingavi und liegt im östlichen Teil der Provinz. Es grenzt im Norden und Nordwesten an die Provinz Los Andes und an das Municipio Taraco, im Südwesten an das Municipio Jesús de Machaca und die Provinz Pacajes, im Südosten an die Provinz Aroma und im Osten an die Provinz Murillo.
Das Municipio hat 69 Ortschaften (localidades), zentraler Ort des Municipio ist Viacha mit 62.516 Einwohnern im nördlichen Teil des Municipio. Weitere nennenswerte Ortschaften im Municipio neben Viacha sind Chicasaya mit 1.105 Einwohnern, Chonchocoro mit 1102 Einwohnern, Mazo Cruz mit 877 Einwohnern, Hichuraya Grande mit 740 Einwohnern und Villa Remedios mit 589 Einwohnern. (Volkszählung 2012)

## Geographie
Das Municipio Viacha liegt auf einer mittleren Höhe von 3900 m südöstlich des Titicacasees auf dem bolivianischen Altiplano zwischen den Anden-Gebirgsketten der Cordillera Occidental im Westen und der Cordillera Central im Osten.
Die mittlere Durchschnittstemperatur der Region liegt bei 9 °C, der Jahresniederschlag beträgt 500–600 mm (siehe Klimadiagramm Viacha). Die Region weist ein ausgeprägtes Tageszeitenklima auf, die Monatsdurchschnittstemperaturen schwanken nur unwesentlich zwischen 7 °C im Juli und 11 °C im Dezember. die Monatsniederschläge liegen zwischen unter 10 mm in den Monaten Juni und Juli und nahe 100 mm von Dezember bis Februar.

## Bevölkerung
Das Municipio hat eine Fläche von 845 km² und eine Bevölkerungsdichte von 134,3 Einwohnern/km² (Volkszählung 2024).
Infolge des stetigen Wachstums des Großraumes La Paz/El Alto ist die Einwohnerzahl des Municipio Viacha zwischen 1992 und 2024 auf mehr als das Dreifache angestiegen:
| Jahr | Einwohner | Quelle       |
| ---- | --------- | ------------ |
| 1992 | 36.412    | Volkszählung |
| 2001 | 46.596    | Volkszählung |
| 2012 | 80.388    | Volkszählung |
| 2024 | 113.453   | Volkszählung |

Die Lebenserwartung der Neugeborenen lag im Jahr 2001 bei 63,8 Jahren, die Säuglingssterblichkeit ist von 7,6 Prozent (1992) auf 5,7 Prozent im Jahr 2001 gesunken.
Der Alphabetisierungsgrad bei den über 19-Jährigen beträgt 83,4 Prozent, und zwar 94,3 Prozent bei Männern und 73,3 Prozent bei Frauen (2001).
87,1 Prozent der Bevölkerung sprechen Spanisch, 70,8 Prozent sprechen Aymara, und 1,3 Prozent Quechua. (2001)
47,3 Prozent der Bevölkerung haben keinen Zugang zu Elektrizität, 48,6 Prozent leben ohne sanitäre Einrichtung (2001).
73,8 Prozent der insgesamt 12.793 Haushalte besitzen ein Radio, 41,9 Prozent einen Fernseher, 42,7 Prozent ein Fahrrad, 0,7 Prozent ein Motorrad, 5,8 Prozent ein Auto, 6,6 Prozent einen Kühlschrank, und 9,5 Prozent ein Telefon. (2001)

## Politik
Ergebnis der Regionalwahlen (concejales del municipio) vom 4. April 2010:
| Wahl- berechtigte |  | Wahl- beteiligung | gültige Stimmen |  | MAS-IPSP | UN     | MSM    | M.P.S. |
| ----------------- |  | ----------------- | --------------- |  | -------- | ------ | ------ | ------ |
| 33.762            |  | 29.926            | 18.959          |  | 10.251   | 3.197  | 3.032  | 2.479  |
|                   |  | 88,6 %            | 63,4 %          |  | 54,1 %   | 16,9 % | 16,0 % | 13,1 % |

Ergebnis der Regionalwahlen (elecciones de autoridades políticas) vom 7. März 2021:
| Wahl- berechtigte |  | Wahl- beteiligung | gültige Stimmen |  | MAS-IPSP | J.A.LLALLA.L.P. | PBCSP  | MTS    | UN     | VENCEREMOS | PDC    | SOL.BO |
| ----------------- |  | ----------------- | --------------- |  | -------- | --------------- | ------ | ------ | ------ | ---------- | ------ | ------ |
| 59.172            |  | 52.622            | 46.676          |  | 20.817   | 12.956          | 4.409  | 2.766  | 1.863  | 736        | 639    | 631    |
|                   |  | 88,93 %           | 88,70 %         |  | 44,60 %  | 27,76 %         | 9,45 % | 5,93 % | 3,99 % | 1,58 %     | 1,37 % | 1,35 % |

## Gliederung
Das Municipio untergliederte sich bei der letzten Volkszählung von 2012 in die folgenden sechs Kantone (cantones):
- 02-0801-01 Kanton Viacha – 58 Gemeinden – 76.325 Einwohner
- 02-0801-05 Kanton Villa Remedios – 4 Gemeinden – 1.504 Einwohner
- 02-0801-09 Kanton Villa Santiago de Chacoma – 3 Gemeinden – 578 Einwohner
- 02-0801-12 Kanton Irpuma Irpa Grande – 1 Gemeinde – 457 Einwohner
- 02-0801-16 Kanton Ichuraya Grande – 1 Gemeinde – 740 Einwohner
- 02-0801-24 Kanton Chacoma Irpa Grande – 2 Gemeinden – 784 Einwohner

## Ortschaften im Municipio Viacha
- Kanton Viacha
  - Viacha 62.516 Einw. – Achica Arriba 1105 Einw. – Chonchocoro 1102 Einw. – Mazo Cruz 877 Einw. – Achica Baja 652 Einw.

- Kanton Villa Remedios
  - Villa Remedios 589 Einw.

- Kanton Irpuma Irpa Grande
  - Irpuma 457 Einw.

- Kanton Ichuraya Grande
  - Hichuraya Grande 740 Einw.

- Kanton Chacoma Irpa Grande
  - Chacoma Irpa Grande 438 Einw.